# Jack Sepkoski
J. John Sepkoski Jr. (26 de julio de 1948 - 1 de mayo de 1999) fue un paleontólogo estadounidense, y profesor de la Universidad de Chicago. Durante toda su carrera Sepkoski estudió fósiles y la biodiversidad sobre la Tierra. Sepkoski es sobre todo conocido por su publicación en 2002, tras su deceso, con David Raup, de una compilación sobre los organismos fósiles marinos. Ese trabajo los llevó a definir diferentes eventos de extinción o crisis biológica con cinco episodios de extinción masiva, en el curso de los tiempos geológicos.
En esa obra, ellos sugirieron que la extinción masiva del Cretácico-Paleógeno ocurrió alrededor de 66 millones de años (Ma millones de años) y responsable entre otros, de la desaparición de los dinosaurios no aviares;   y, estaría vinculado a ciclos de extinción de un periodo de 26 Ma.

## Honores

### Eponimia
En 1988, un asteroide del cinturón de asteroides principales se nombró (7173) Sepkoski en su honor.